# Sân vận động Mandemakers
Sân vận động Mandemakers (phát âm tiếng Hà Lan: [ˈmɑndəmaːkərs ˌstaːdijɔn]) là một sân vận động đa năng ở Waalwijk, Hà Lan. Nó hiện được sử dụng chủ yếu cho các trận đấu bóng đá. Sân vận động có sức chứa 7.500 người và được xây dựng vào năm 1996.
Sân vận động Mandemakers thay thế sân vận động Sportpark Olympia có sức chứa 6.200 người và mở cửa vào năm 1940. Sportpark Olympia là tên của công viên thể thao đa năng nơi sân vận động Mandemakers tọa lạc. Derde Klasse-side VV Baardwijk là một trong nhiều câu lạc bộ trong khu thể thao.